# Flubber (material)
Flubber (nombre que se le daba en la película Un sabio en las nubes), Glorp, Glurch o Slime son nombres comunes que se refieren a un polímero gomoso formado por la reticulación de alcohol polivinílico (APV) con un compuesto de boro. El flubber se puede hacer combinando adhesivos a base de acetato de polivinilo como el Pegamento de Elmer con bicarbonato de sodio, bórax y (opcionalmente) crema de afeitar como un experimento de educación científica elemental.

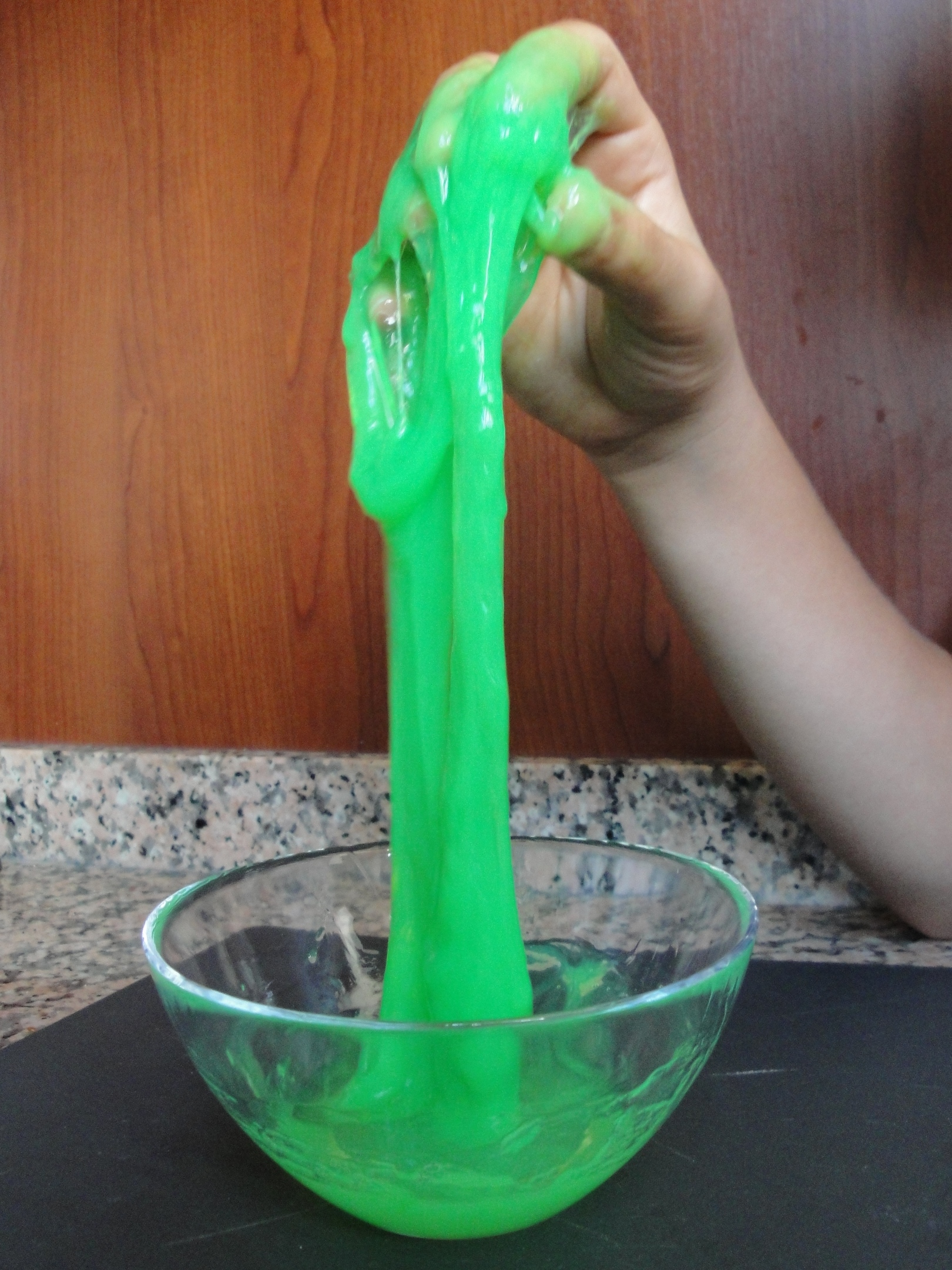
Polímero de Flubber con colorante alimentario verde agregado. El polímero normalmente es incoloro.

## Reacción
El proceso de gelificación implica la formación de un éster de borato que reticula las cadenas del APV. Los ésteres de borato se forman fácilmente por condensación de los grupos hidroxilo y los grupos B-OH.

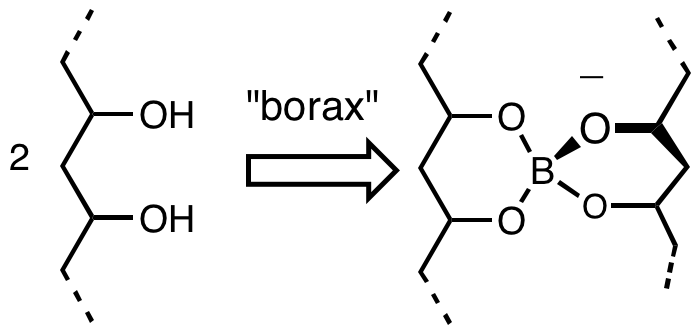
Estructura para éster de borato que comprende reticulación en "slime".

## Propiedades
El flubber es un fluido no newtoniano que fluye con poca tensión, pero que se rompe con mayores tensiones y presiones. Esta combinación de propiedades de tipo fluido y sólido lo convierte en un material de Maxwell. Su comportamiento también puede describirse como viscoplástico o gelatinoso.